# Danh sách phần mềm Adobe
Danh sách các phần mềm Adobe sản xuất:

## Hiện tại
- Acrobat family
  - Acrobat Capture
  - Acrobat Connect (formerly Macromedia Breeze)
    - Presenter

  - Acrobat Distiller
  - Reader
- Audition (formerly Cool Edit Pro)
- Bridge
- Captivate (formerly RoboDemo)
- Central Output Server
- ColdFusion
- Content Server
- Creative Suite
  - Acrobat
  - Acrobat Connect
  - After Effects
  - Bridge
  - Contribute
  - Device Central
  - Dreamweaver
  - Dynamic Link
  - Encore
  - Fireworks
  - Flash
  - Illustrator
  - InDesign
  - OnLocation (formerly Serious Magic DV Rack)
  - Photoshop
  - Premiere Pro
  - Soundbooth
  - Version Cue
- Digital Editions
- Digital Negative
- Director
- DNG Converter
- Document Server
- Document Policy Server
- eBook Reader
- Engagement Platform
- eLearning Suite
  - Acrobat
  - Bridge
  - Captivate
  - Device Central
  - Dreamweaver
  - Flash
  - Photoshop
  - Presenter
  - Soundbooth
- FDK
- Flash family
  - Flash Cast
  - Flash Catalyst (in development)
  - Flash Lite
  - Flash Media Server
  - Flash Player
- Flex
- Font Folio
- InCopy
- Integrated Runtime (or shortly AIR)
- Kuler
- LiveCycle family
  - Assembler
  - Barcoded Forms
  - Designer
  - Document Security
  - Forms
  - Form Manager
  - PDF Generator
  - Policy Server
  - Reader Extensions
  - Security Server
- Media Player
- Output Designer
- PDF JobReady
- Photoshop family
  - Photoshop Elements
  - Photoshop Express
  - Photoshop Lightroom
- Premiere Elements
- Shockwave
- Source Libraries
- Visual Communicator
- Technical Communication Suite
  - Acrobat
  - Captivate
  - FrameMaker
  - RoboHelp
- Type
- Web Output Pack
- Serious Magic Ovation
- Serious Magic Vlog It!

## Ngưng sử dụng

### Bán hàng và phát triển
- ActiveShare
- Atmosphere
- Dimensions
- GoLive
- Graphics Server
- ImageReady
- ImageStyler
- InProduction
- License Manager
- LiveMotion
- PageMill
- Persuasion
- PhotoDeluxe
- Photoshop Album
- PressReady
- PressWise
- ScreenReady
- SiteMill
- Stock Photos
- Streamline
- Texture Maker
- Transcript
- TrapWise
- Type Manager
- TypeAlign
- Central
- Web Publishing System
- Adobe Flash

### Chỉ phát triển
- PageMaker
- SVG Viewer
- Authorware
- FreeHand
- FlashPaper
- HomeSite
- JRun
- Ultra (formerly Serious Magic Ultra)

Bản mẫu:Adobe Technical Communication Suite